# Caverna Nehal Hemar
Caverna Nahal Hemar é um sítio arqueológico de caverna em Israel, situado num penhasco no Deserto da Judeia perto do Mar Morto e a noroeste do Monte Sodoma.
As escavações aqui são consideradas um dos conjuntos de artefatos do Neolítico Pré-Cerâmico mais notáveis já encontrados no Levante. Os achados consistiram em artefatos de madeira, fragmentos de cestos e conjuntos de gesso. Os objetos encontrados na caverna incluíam cestos de corda, tecidos, redes, pontas de flechas de madeira, utensílios de osso e pedra lascada, incluindo uma foice e espátulas de tecelagem, além de crânios humanos decorados. Havia também máscaras cerimoniais similares a outras máscaras neolíticas encontradas num raio de 30 milhas do Deserto da Judeia e das Colinas da Judeia e as incomuns chamadas "facas de Nahal Hemar".
Muitas das peças de tecido encontradas datam do período Neolítico Pré-Cerâmico, colocando-as no 7º milênio a.C. Os itens de fibra de linho foram processados e fiados em fios. Os arqueólogos se dividiram em 4 grupos: fios, nalbinding (laçada), malha atada, e torção.
Os tecidos continham montagens de nalbinding, que é uma forma antiga de laçada ou crochê de fio único, em vez do crochê moderno. Com essas datas, a Caverna Nahal Hemar tem sido atualmente notada como o local conhecido mais antigo de crochê.
O tesouro foi encontrado coberto pelo que se pensava ser asfalto de projetos de construção próximos. Análises mais detalhadas revelaram que era, de fato, uma cola antiga que datava de aproximadamente 8310–8110 anos atrás. Era à base de colágeno, possivelmente derivada de peles de animais e pode ter servido para impermeabilizar os objetos ou como adesivo. Uma cola similar foi identificada anteriormente no Egito, mas a encontrada em Nahal Hemar era duas vezes mais antiga.

## Conjuntos de gesso
Este grupo de contas, cestaria e fragmentos de estatuas é acreditado ter sido usado para fins rituais. Este gesso de cal foi uma das primeiras alterações químicas intencionais onde os fabricantes tinham controle total sobre as propriedades. A presença do gesso foi considerada de grande importância devido aos esforços aplicados ao processo de fabricação e aplicação do gesso.
As contas encontradas neste conjunto podem ter sido usadas em vestimentas projetadas para eventos específicos.

## O método de examinar os conjuntos de gesso

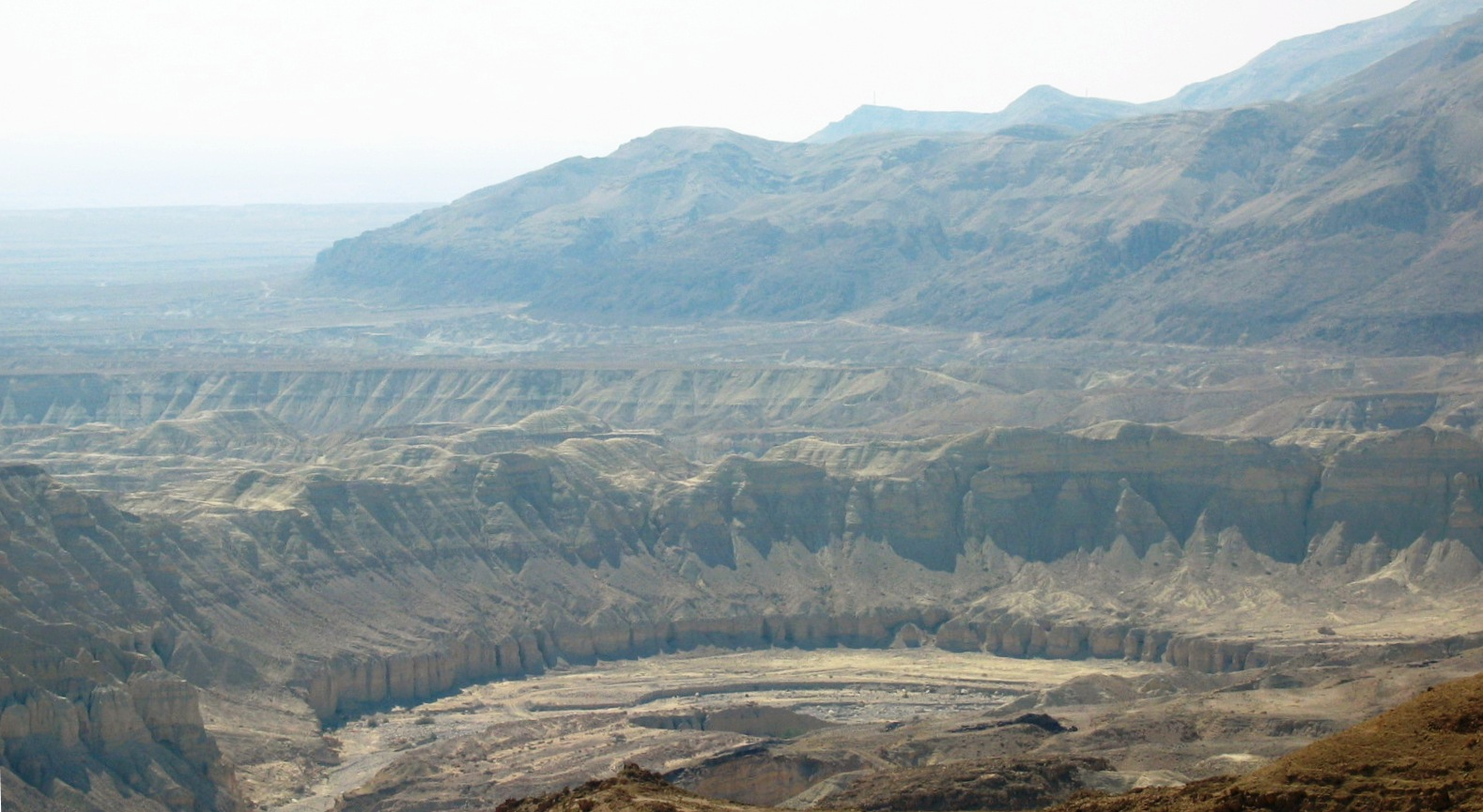
Cânion do córrego Hemar situado no Deserto da Judeia, Israel, perto de Masada, descendo para o Mar Morto. Há nascentes localizadas no cânion, fornecendo água salgada e doce durante o ano para a flora e fauna locais.

A análise dos artefatos de Nahal Hemar incluiu:
1. Todos os fragmentos de estátuas de gesso e contas de gesso foram examinados sob um microscópio estereoscópico Wild M-8 sob iluminação oblíqua para definir aproximadamente a homogeneidade das amostras.
2. Pequenos pedaços de gesso foram removidos dos itens em vários locais usando uma serra de diamante, espátulas e brocas finas. Chips com pigmentos de fundição de filme foram amostrados em vários casos para análises químicas de materiais de coloração. Eles usaram artefatos quebrados na maioria dos casos para evitar mais danos aos artefatos restantes.
3. Amostras em massa foram submetidas à Análise Petrográfica de Seção Fina (TSPA).
4. Análises mineralógicas dos componentes não calcários foram realizadas em mais amostras, nas quais a mistura de argila foi observada pela análise TSPA. As amostras foram pulverizadas e embebidas em HCl a 3% para remover os ingredientes carbonatados e a mineralogia da argila foi determinada por Difração de Raios X (XRD).
5. Análises químicas foram realizadas na maioria das amostras usando Espectrometria de Emissão Atômica com Plasma Acoplado Indutivamente (ICP-AES). O benefício deste método é que ele tem alta precisão com limites baixos de detecção.
6. Pequenos pedaços que foram revestidos com pigmentos amarelos, verdes, vermelhos ou escuros foram removidos da estátua de gesso e das contas e usados para análise por Fluorescência de Raios X (XRF), que forneceu uma definição química dos materiais dos pigmentos.
Os resultados do estudo:

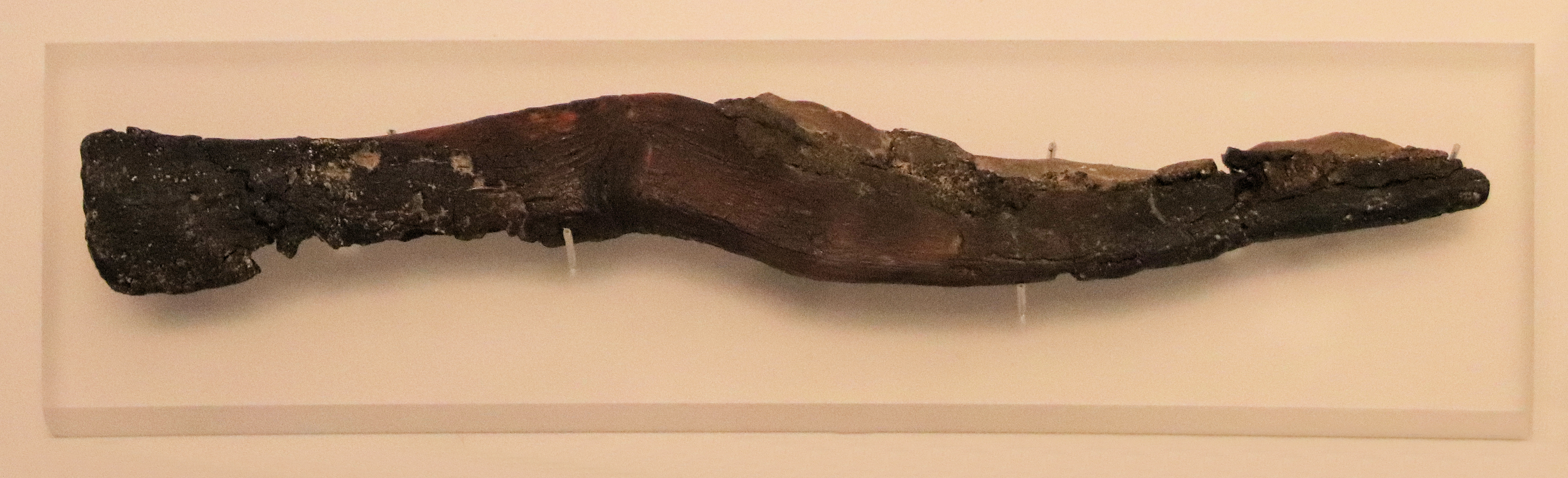
Objeto dito ser "a foice mais antiga", de sílex e resina, Cultura Tahuniana, c. 7000 a.C., Caverna Nahal Hemar. Museu de Israel.

Contas: Todas, exceto uma, foram produzidas a partir de uma mistura de cal queimada e cristais de calcita. A conta sem essa mistura também apresentava cristal de anidrita dentro da cal queimada (isso foi indicado pelas análises TSPA e ICP-AES). O traço mais importante é que todas as contas têm densos conteúdos de cristais de calcita. Pode-se concluir que as contas foram provavelmente todas feitas no mesmo local e pelo mesmo motivo e todas tinham o mesmo uso. Todas as contas foram feitas pela mesma técnica, o que pode ser visto em sua mineralogia e química. Porque as contas estavam todas tão estreitamente relacionadas, parece provável que todas foram feitas para o mesmo propósito. Presume-se que as contas foram usadas como partes de vestimentas ou trajes para um evento específico.
Estátuas: As estátuas têm homogeneidade oposta em comparação com as contas e cestas. As estátuas variam grandemente em sua tecnologia e composições. As estátuas podem ser divididas em aparentemente quatro diferentes categorias de estátuas baseadas em sua composição. Isso sugere que elas provavelmente foram construídas em locais diferentes possivelmente pela costa do Mediterrâneo e foram trazidas para Nahal Hemar em seu estado atual. Provavelmente pouco foi feito às estátuas uma vez que chegaram em Nehal Hemar. Acredita-se que as estátuas foram usadas para cerimônias ou atividades rituais e as diferentes estátuas tinham diferentes símbolos.

## Local mágico
A pequena dimensão de Nahal Hemar sugere que possa ter sido um local para cerimônias religiosas ou magia que fazia parte de um culto aos ancestrais conforme indicado pelos crânios decorados e máscaras de calcário esculpidas. Os participantes podem ter usado as máscaras para honrar os mortos. Outros artefatos no local, como as vestimentas parciais e as figuras antropomórficas e de animais, reforçaram a noção de que servia principalmente para fins mágicos. Além disso, fragmentos de estátuas podem ter sido trazidos de locais distantes como uma doação que fazia parte dos rituais.